# サーモン・ラン

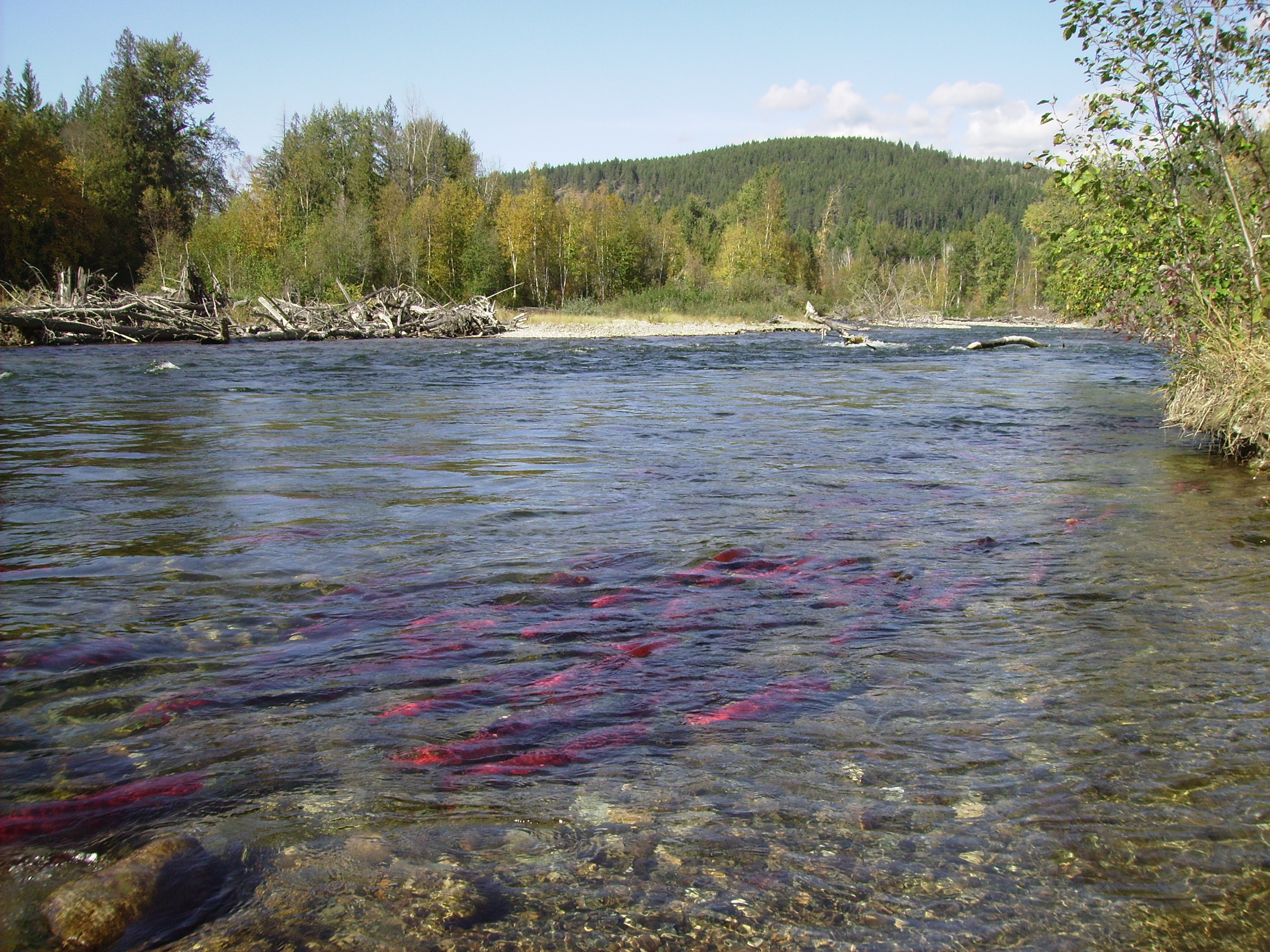
カナダ・アダムズ川のサーモン・ラン

サーモン・ラン（英語：salmon run）は鮭が海から自分が孵化した場所（母川）へ戻り産卵するため川を遡上することである。
ほとんどの鮭が遡河回遊性を持っており、川で生まれ、その後海に下って生活を過ごし、産卵の時期に再び川に戻るというライフサイクルを持つ。このうち川を遡上する行動を英語で「サーモン・ラン」と呼ぶ。
鮭はその後、放卵してその場でほとんどが死ぬが、新しい命が生まれライフサイクルが始まる。毎年の鮭の遡上は（北アメリカでは）ハイイログマ、ハクトウワシ、釣り師等にとって一大行事である。

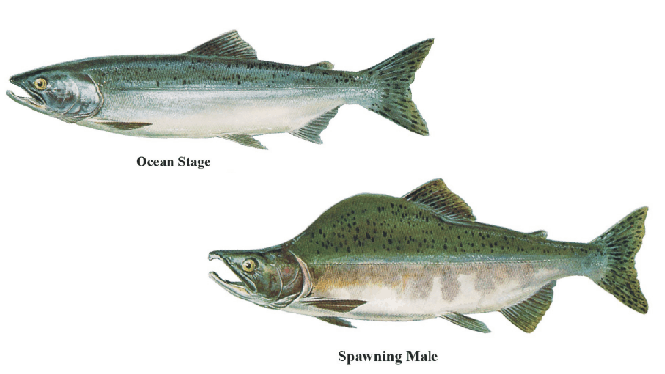
海生時と産卵時のピンクサーモンの成魚（オス）

## 鮭の種別
遡河回遊性のある鮭は北大西洋か北太平洋に生息する。大西洋に生息する鮭は一つの種のみで「タイセイヨウサケ（アトランティック・サーモン）」と呼ばれ、東大西洋、西大西洋両側に生息する。太平洋に生息する鮭は7種あり、そのうち2種はアジア側にしか生息していない。
| 遡河回遊鮭の種 | 遡河回遊鮭の種 | 遡河回遊鮭の種                                              | 遡河回遊鮭の種                          | 遡河回遊鮭の種                                | 遡河回遊鮭の種           | 遡河回遊鮭の種                                              |
| 海洋           | 海岸           | 種                                                          | 最長                                    | 最重                                          | 最大寿命                 | 備考                                                        |
| -------------- | -------------- | ----------------------------------------------------------- | --------------------------------------- | --------------------------------------------- | ------------------------ | ----------------------------------------------------------- |
| 北大西洋       | 両岸           | タイセイヨウサケ                                            | 150 cm                                  | 46.8 kg                                       | 13年                     |                                                             |
| 北太平洋       | 両岸           | マスノスケ シロザケ ギンザケ カラフトマス ベニザケ ニジマス | 150 cm 100 cm 108 cm 76 cm 84 cm 120 cm | 61.4 kg 15.9 kg 15.2 kg 6.8 kg 7.7 kg 25.4 kg | 9年 7年 5年 3年 8年 11年 | ニュージーランドにも生息が確認されている ニジマスの回遊性種 |
| 北太平洋       | アジア側       | サクラマス ビワマス                                         | 79 cm 44 cm                             | 10.0 kg 1.3 kg                                |                          |                                                             |

日本各地で見られるが、北海道の石狩川、札幌市豊平川、新潟県村上市三面川などが有名。漁業資源保護のため大事に管理されている。
カナダ・ブリティッシュコロンビア州のバンクーバーに注ぐフレーザー川も一大捕獲地で、明治時代には日本人が多数労働者として居住していた。この上流のその名もサーモンアーム市にあるシュスワップ湖目指して紅鮭が群れ泳ぐ様は壮観で、支流のアダムズ川で見られるサーモン・ランには10月ともなると多数の観光客が集まる。
北西アメリカでは鮭はキーストーン種として指定されており、生態系へ大きな影響を持つ。サーモン・ランを終えた産卵床での鮭の死骸は、窒素や硫黄、炭素、リンなどを生み出し多大な栄養源となって河岸の土地に棲む生物に影響を与え、さらに河口に蓄積され河口に棲む鳥などの栄養源にもなる。
遡上中は、絶食して途中で力尽きることもある。多くのサケは、1回繁殖型戦略（Semelparity、セメルパリティ）を行うが、タイセイヨウサケ、ブラウントラウトなどは何度も遡上と海へ帰る多数回繁殖型戦略をとる。